# جان هنری گونزالس دوکی
جان هنری گونزالس دوکی (انگلیسی: John Henry González Duque؛ زادهٔ ۲۷ اوت ۱۹۶۶) یک کشاورز کلمبیائی، فعال، سخنران و رهبر جنبش کارگری در کلمبیا است، که بیشتر به دلیل شرکت در جنبش کوچک کشاورزان کاخیبیو مشهور است.

## سنین جوانی و تحصیلات
او در روز ۲۷ ماه اوت سال ۱۹۶۶ در شهر کااوکا کلمبیا زاده شد و سپس به شهر پوپایان رفت. او درس کشیشی را در مدرسه راهبان فرانسیسکان در استان سنت پال حواری (یاران مسیح) در کلمبیا آموخت. او به زودی برنامه‌های خود را تغییر داد و به مزرعه خانوادگی خود در کااوکا بازگشت.

## فعالیت کارگری
گونزالس در سال ۱۹۹۰، همراه با سایر کشاورزان اقدام به تأسیس MCC (جنبش کوچک کشاورزان کاخیبیو) کرد، که شامل جنبش‌های مختلف کشاورزان در شهرداری کاخیبیو کااوکا است. این جنبش یک سازمان خودکفا است که به منظور حل مشکلات مختلف مربوط به جوامع محلی روستایی در کلمبیا تشکیل شده‌است. از آن به بعد، گونزالس دوک به عنوان نماینده بین‌المللی سازمان و یک شخصیت کلیدی در مسائل داخلی که بر کشاورزان کم درآمد در کلمبیا تأثیر می‌گذارد، کار کرده‌است. در سال ۱۹۹۹ به دلیل رهبری یک انجمن در مورد تأثیر کاشت کاج و اوکالیپتوس برای تولید انبوه (monocultures) توسط شرکتهای چند ملیتی و تأثیر آن بر آب، امنیت غذایی و مالکیت زمین، تهدید به مرگ شد.

## شهرت جهانی
در حال حاضر، گونزالس دوک مسئولیت نمایندگی از MCC در مأموریت‌های ملی حقوق بشر از جمله هماهنگی کلمبیا اروپا ایالات متحده، اتحاد سازمان‌های اجتماعی مرتبط و همچنین سازمان منطقه‌ای: شبکه زندگی و حقوق بشر در کائوکا را بعهده دارد. او همچنین هماهنگ‌کننده ملی برنامه ارزیابی محیط زیست آرگو- ارضی در زندگی است. گونزالس در سال ۲۰۱۳ مقاله ای دربارهٔ گرسنگی و سیاست غذا در کلمبیا نوشت.